# Andreasberg (Bestwig)
Andreasberg ist ein Ortsteil der Gemeinde Bestwig im Hochsauerlandkreis. Im Januar 2020 hatte Andreasberg 454 Einwohner. Der Ort liegt auf 493 m ü. NN. Er wurde 1854 als Bergarbeiterkolonie gegründet und bis 1974 vom Bergbau geprägt. Auch heute noch ist die Bergmannssiedlung zum großen Teil erkennbar und erhalten.

## Geschichte

### 19. Jahrhundert
Der Ort wurde als Bergarbeiterkolonie im Zuge des Bergbaubooms 1854/55 gegründet. Für den Standort spielte die Nähe der Erzgrube Aurora, die bereits im 16. Jahrhundert als Grube Klingenborn erwähnt wurde, eine wichtige Rolle. An der Grube Dörnberg, die zu Andreasberg gehört, lebten 1759 drei Bergarbeiterfamilien.
Der Name des 1854 gegründeten Ortes geht auf den Präsidenten des Bergbauunternehmens Andre Köchlin zurück. Nach anderen Angaben lehnt er sich an Sankt Andreasberg im Harz an, da aus dieser Gegend zahlreiche Bergarbeiter mit ihren Familien angeworben wurden. In kürzester Zeit wurde der Ort erbaut, um 300 Familien aufnehmen zu können. Zu dieser Zeit hatte der Ort 40 Häuser, die jeweils Raum für acht Wohnungen boten. Zur Selbstversorgung gab es ein wenig Land dazu. Der Ort wurde als langgestrecktes Straßendorf geplant, quer orientierte Häusergruppen ergänzten das Bild. Da fast alle Häuser an Hängen standen, ruhten die Wände aus Fachwerk auf Bruchsteinsockeln. Die Gefache waren mit luftgetrockneten Lehmziegeln ausgemauert und zum Schutz vor Feuchtigkeit mit Brettern an der Außenseite verschalt. Diese Arbeiterhäuser mit je vier Wohnungen waren 10 × 30 Meter groß und durch insgesamt vier Eingänge erschlossen, die sich an der von der Straße abgewandten Hofseite befanden. Einige dieser eingeschossigen Häuser brannten ab und wurden durch etwa gleich große in zweigeschossiger Bauweise ersetzt.
Die Häuser des Ortes waren lange Zeit Eigentum des Bergbauunternehmens und gingen erst im 20. Jahrhundert in den Besitz der Bergleute über.
Nach dem teilweisen Zusammenbruch der Gesellschaft zog ein Großteil der Bergarbeiter wieder ab. Als sich das Unternehmen wieder stabilisierte, wanderten seit 1856 erneut Bergarbeiter zu, diesmal überwiegend aus dem Sauerland, dem Wittgensteiner Land und dem Siegerland. Zu dieser Zeit wurde auch eine erste Schule errichtet.
Auf Grund der Zuwanderung aus protestantischen Gebieten bildete sich in einer mehrheitlich katholischen Umgebung bereits 1855 eine evangelische Gemeinde für Ramsbeck und Andreasberg. Eine erste evangelische Kirche wurde 1879 errichtet. In den 1880er Jahren entstanden der örtliche Schützenverein und ein Gesangsverein. Erst 1906 ließ die Grubengesellschaft Stolberger Zink auf eigene Kosten eine katholische Kapelle errichten.
Die Lebensverhältnisse der Bergarbeiter waren extrem schwer. Die meisten von ihnen starben im Alter von 35 bis 40 Jahren. Wegen der hohen Zahl von Witwen und Waisen wurde Andreasberg zu den „Witwendörfern“ im Ramsbecker Revier gezählt.
Bis 1910 gehörten die Kolonien Andreasberg und Dörnberg politisch zur Gemeinde Heringhausen, danach zur Gemeinde Ramsbeck. Wie schon früher kam es 1910 zu einem Streik der Bergarbeiter. Aufgrund der geringen Löhne sowie der schlechten Lebens- und Arbeitsbedingungen zogen immer mehr Familien weg.

### 20./21. Jahrhundert

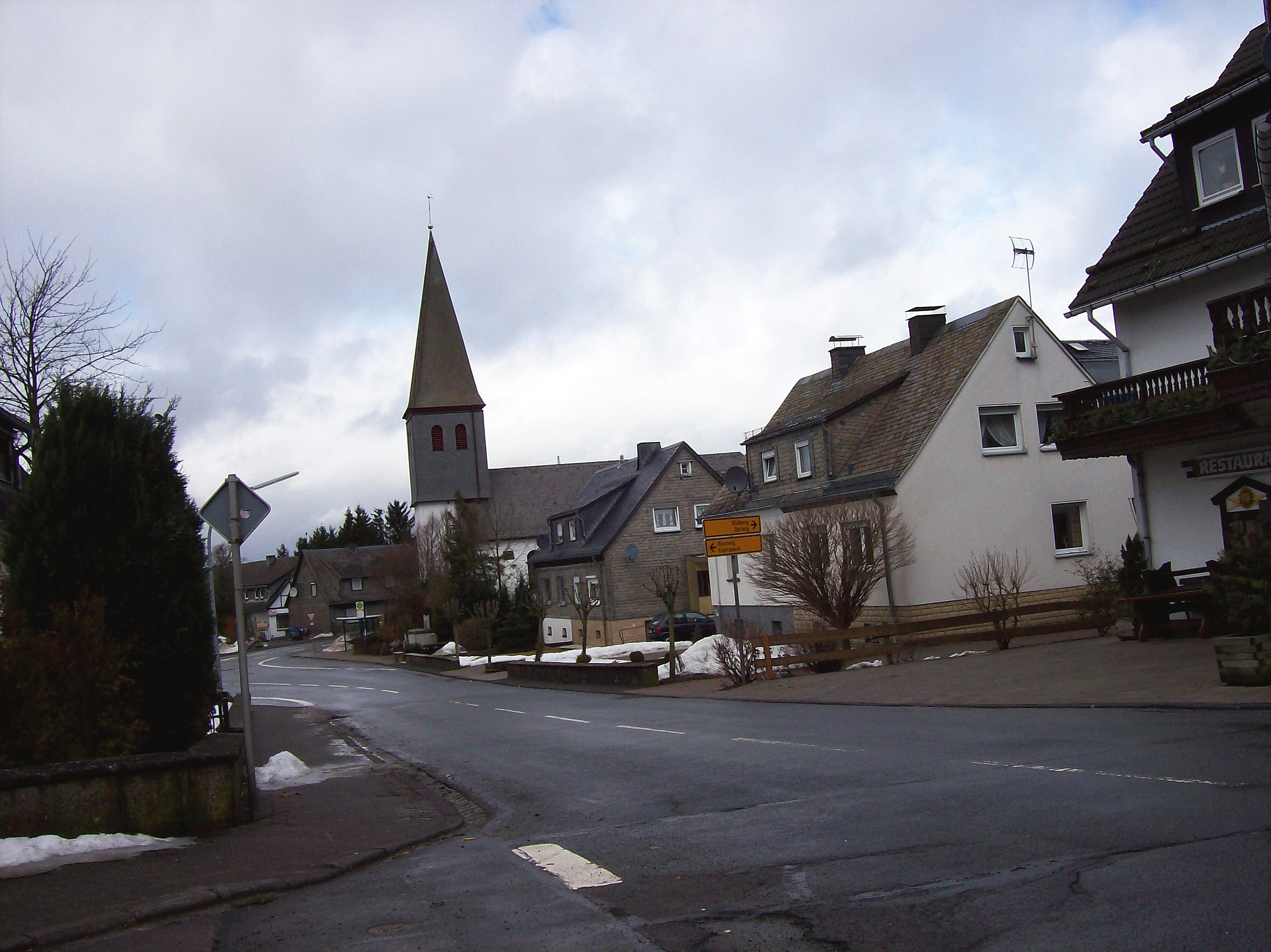
St. Barbara Kirche

Im Jahr 1920 wurden zwanzig Bergleute aus Österreich und weitere aus dem Siegerland angeworben. Die Einwohner litten auch während der Hochinflation und der Weltwirtschaftskrise unter hoher Arbeitslosigkeit.
Im Jahr 1937 wurden 12 neue Siedlungshäuser erbaut. Das in Verruf geratene „schwarze Viertel“ aus der Anfangszeit des Ortes wurde fast völlig abgerissen. In dieser Zeit kamen Zuwanderer aus Oberschlesien. Ab 1956 wurden die firmeneigenen Häuser den Bergarbeitern zum Kauf angeboten, die sich aber zunächst nur wenige leisten konnten. In der Folgezeit erlebte der Ort durch Neubauten einen Aufschwung. Es wurde ein Kindergarten eingerichtet und 1963 die neue evangelische Kirche sowie die 1905 erbaute und von 1962 bis 1963  erweiterte katholische St. Barbara-Kirche eingeweiht. Auch ein Ehrenmal für die Gefallenen des ersten und zweiten Krieges wurde errichtet. Nach der Schließung der Volksschule 1973 besuchen die Kinder die Grundschule in Ramsbeck und die weiterführenden Schulen in Bestwig oder die Gymnasien in Meschede.
Der Bergbau blieb bis zum Ende des Ramsbecker Bergbaus im Jahr 1974 Haupterwerbsquelle des Dorfes. Das Ende des Bergbaus erfolgte weitgehend sozialverträglich. Einige Bergleute fanden in anderen Gruben Arbeit, andere wechselten in andere Berufe oder gingen in den vorzeitigen Ruhestand. Ein altes Ledigenheim des Bergbauunternehmens wurde 1983 in ein Altenheim umgewandelt. Seit 1985 erinnert eine Gedenktafel an die bei der Arbeit verunglückten Bergarbeiter.
An die Bergbauvergangenheit erinnert auch der Carl-Haber-Stollen, benannt nach Carl Haber, einem Bergbaudirektor des 19. Jahrhunderts. Neben einer Schautafel und einer Lore kann man in den historischen Stollen hineinblicken.
Am Ort besteht ein evangelisches Jugenddorf sowie ein von beiden Konfessionen getragenes Jugendzentrum.